# Muyŏm
(Tae)Nanghye Muyŏm (무염/無染) (ur. 799, zm. 888) – koreański mistrz sŏn, założyciel jednej z dziewięciu górskich szkół sŏn.

## Życiorys
Pochodził z arystokratycznej rodziny Kim; był ósmym pokoleniem od swojego przodka, króla Silli. Jego dziadek był premierem Silli, tak jak jego pradziadek i prapradziadek. 
Urodził się w Kyongju, które było stolicą królestwa. Mistyczne sny jego matki spowodowały, iż został przeznaczony do klasztoru buddyjskiego. Mnisią karierę rozpoczął z wieku 12 lat i przebywał w klasztorze Osaeksŏk w górach Sŏrak. Jego nauczycielem był Pŏpsŏng. Później studiował nauki szkoły hwaŏm u nauczyciela Sŏkchinga na górze Pusŏk.
W 821 r. udał się do Chin, gdzie został uczniem mistrza chan szkoły hongzhou Magu Baoche. Spotykał się także z innymi mistrzami chan, m.in. z Yangshanem Huijim. Po ponad dwudziestoletnim pobycie w Chinach, Muyŏm w 845 r. powrócił do kraju. W 847 r. wybudował na górze Sŏngju klasztor Sŏngju (dziś nieistniejący) i założył szkołę sŏn sŏngju-san.
Prowadził, jak wszyscy pierwsi koreańscy mistrzowie sŏn, walki Dharmy z przedstawicielami dawnych scholastycznych czy też doktrynalnych szkół buddyzmu koreańskiego. Uważał, że doktryna (poziom mowy) jest jedynie dogodnym środkiem dostosowanym do zdolności, zazwyczaj niskich, ludzi. Tak naprawdę tylko bezpośredni przekaz umysłu patriarchów sŏn (poziom bezsłowny) jest jedynie właściwym sposobem. Nawet najlepsze słowa utrzymują ślady dualistycznego myślenia i są oczywiście nieczyste. W szczególnym przekazie sŏnu, który nie jest zależny nawet od najlepszych słów, nie ma śladów ani czystości, ani nieczystości. Dlatego nauka sŏn jest tak całkowicie różna od innych. Nauki scholastyczne są prowizorycznym, tymczasowym objaśnieniem prawdy, sŏn jest prawdą samą w sobie.
Jego słowa o tym, że ponieważ nie ma słów czy mowy w sŏnie, nie ma w nim nauczycieli i uczniów były dla reszty buddyjskiego świata w Korei, przywiązanego do rytuałów i zewnętrznych form, radykalnym wyzwaniem; prowadziły także do ciągłych doktrynalnych debat.
Miał także bardzo negatywne, antagonistyczne nastawienie do dworu królewskiego; natomiast utrzymywał bliskie kontakty z przywódcami lokalnych rodów i klanów. Mimo jego nastawienia antydworskiego, kiedy otrzymał zaproszenie od króla Kyŏngmuna, powiedział Jeśli Droga ma być propagowana, nie powinno się tracić okazji. Pamiętając o właściwych działaniach [Śakjamuniego] nie mogę tam nie pójść. Wykorzystując więc nadarzające się okazje został nauczycielem dwu koreańskich władców: Kyŏngmuna (pan. 861–875) i Hŏnganga (pan. 875–886).
Miał 2000 uczniów. Otrzymał honorowy tytuł Narodowego Nauczyciela (kor. Kuksa, z chiń. Guoshi). Po śmierci obdarzono go tytułem Taesa Taenanhye (Wielki Mistrz Wielkiej Jasnej Mądrości). Pagoda, w której pochowano jego śarira po kremacji otrzymała nazwę Halo Białego Księżyca.
Jest autorem pracy Musŏltoron (Traktat o poziomie bezsłownym).

## Linia przekazu Dharmy zen
Pierwsza liczba oznacza liczbę pokoleń mistrzów od 1 Patriarchy indyjskiego Mahakaśjapy.
Druga liczba oznacza liczbę pokoleń od 28/1 Bodhidharmy, 28 Patriarchy Indii i 1 Patriarchy Chin.
Trzecia liczba oznacza początek nowej linii przekazu w danym kraju.
- 33/6. Huineng (638–713)
  - 34/7. Nanyue Huairang (677–744)
    - 35/8. Mazu Daoyi (709–788) szkoła hongzhou
      - 36/9. Magu Baoche (ur. 720)
        - 37/10/1. Nanghye Muyŏm (799–888) Korea. Szkoła sŏngju.
          - 38/11/2. Sunu
          - 38/11/2. K'uye
          - 38/11/2. Wŏnjang
          - 38/11/2. Yŏngwŏn
          - 38/11/2. Hyŏnyŏng
          - 38/11/2. Sŭngnyang
          - 38/11/2. Sŏnsin
          - 38/11/2. Sŭnggwang
          - 38/11/2. Simgwang
          - 38/11/2. Wŏnnang Taet'ong (816–883) (także T'aeyung)
            - 39/12/2 Taegyong Yum (zm. 929)
            - 39/12/3. Chinyun (bd)
            - 39/12/3. Yunghwan (bd)
              - 40/13/4. Pŏpgyŏng Hyŏnhwi (875–941)
                - 41/14/5. Taekyŏng Yŏŏm (862–930)

## Zobacz
- Sŏn